# 川口基督教会

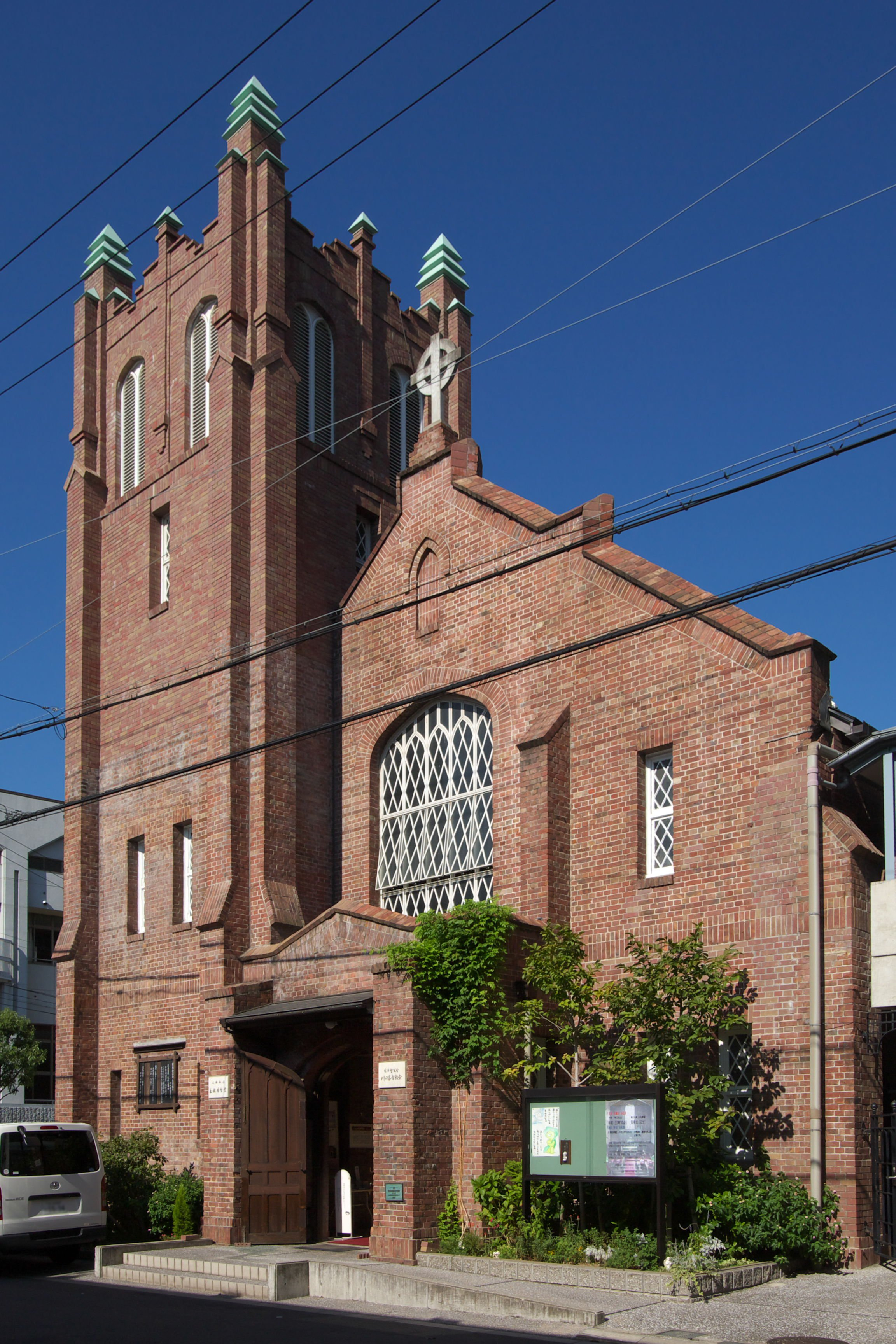
日本聖公会川口基督教会

川口基督教会（Kawaguchi Christ Church ,Cathedral）是日本圣公会大阪教区的主教座堂，位于日本大阪府大阪市西区，是一座美丽的哥特式红砖建筑，为旧川口居留地的遗迹，被列为登録有形文化財。邻近阿波座站。1945年2月26日及3月14日在大阪大空襲中輕度損壞,後修復。

## 历史
1869年: 美国圣公会传教士惠主教从長崎来到大阪，居住在川口居留地。1870年，开办英学講義所，开始以英语崇拜。1881年成立教会。1920年，現在的礼拝堂竣工。由威廉·威尔逊设计。1950年升格为大阪教区主教座堂。在1995年阪神大地震中，该堂和邻近的日本基督教团大阪教会都受损严重，钟楼倒塌造成很大的伤害。1998年完成修复工程。